# Джаматти, Пол
Пол Э́двард Валенти́н Джама́тти (англ. Paul Edward Valentine Giamatti (/ˌdʒiːəˈmɑːti/); род. 6 июня 1967, Нью-Хейвен) — американский актёр, комедиант и продюсер. Начинал свою карьеру как актёр второго плана в таких фильмах, как «Части тела», «Шоу Трумана», «Спасти рядового Райана», «Переговорщик» и «Человек на Луне», прежде чем исполнил главные роли в лентах «Американское великолепие», «Иллюзионист», «На обочине», «Нокдаун», «Джон Адамс», «Холодные души» и «Побеждай!». Трижды лауреат премии «Золотой глобус»: как лучший актёр в мини-сериале или телефильме («Джон Адамс») и как лучший актёр в комедии или мюзикле («Версия Барни», «Оставленные»). Двукратный номинант на премию «Оскар» (2006, 2024).

## Ранние годы
Джаматти родился в Нью-Хейвене (Коннектикут). Его отец, Анджело Бартлетт Джаматти, был профессором Йельского университета, впоследствии стал его президентом и членом комиссии Главной лиги бейсбола. Мать, Тони Мэрилин (урождённая Смит, из семьи выходцев из Ирландии) была домохозяйкой и преподавателем английского языка в школе Хопкинса. Его дед по отцовской линии, Валентин Джаматти, был итальянец, а семья его бабушки по отцовской линии, Марии Клейбо Уолтон, происходила из Новой Англии.
Пол был самым младшим ребёнком в семье. Его брат Маркус тоже актёр, а сестра Елена — дизайнер украшений. Он учился в The Foote School, а в 1985 году окончил Choate Rosemary Hall. Во время учёбы в Йельском университете он был членом тайного общества «Череп и кости» и, кроме того, играл в университетском театре с такими же студентами Йеля, как и он сам, а ныне — известными актёрами Роном Ливингстоном и Эдвардом Нортоном. Окончив Йельский университет в 1989 году со степенью бакалавра английского языка, поступил в Йельскую драматическую школу, где получил звание магистра искусств. Выступал во многих театральных постановках (в том числе и на Бродвее), пока не начал появляться в небольших ролях в театре и кино в начале 1990-х.

## Карьера
Первую по-настоящему крупную роль Джаматти сыграл в экранизации книги Говарда Стерна «Части тела», где исполнил роль Кенни Раштона, главного противника Стерна и руководителя программы на WNBC. Стерн высоко оценил его игру, призывая номинировать Джаматти на премию «Оскар» за лучшую мужскую роль. Он появлялся во второстепенных ролях в таких крупных кинопроектах, как «Шоу Трумана», «Спасти рядового Райана» и «Переговорщик» (все 1998). В 1999 году он сыграл Боба Змуду и Тони Клифтона в фильме об Энди Кауфмане «Человек на Луне». Джаматти продолжал участвовать в крупных релизах киностудий, в том числе «Дом большой мамочки» (2000), «Планета обезьян» (2001) и «Большой толстый лгун» (2002).
Впервые кинокритики заметили Джаматти после главной роли в фильме 2003 года «Американское великолепие», но всеобщее признание критиков, зрителей и актёров он получил в 2004 году, после того как сыграл в независимой трагикомедии «На обочине». За роль находящегося в депрессии писателя, отправившегося в путешествие по винодельческим районам Калифорнии, он получил номинацию на «Золотой глобус» и премию «Независимый дух». После коммерческого успеха «На обочине» Джаматти появился в спортивной драме «Нокдаун», за которую он получил номинацию на премию «Оскар» в категории «Лучшая мужская роль второго плана». За эту роль он также был номинирован на «Золотой глобус» и выиграл премию Гильдии киноактёров США в категории «Лучшая мужская роль второго плана».
В 2006 году он сыграл главную роль в сверхъестественном триллере М. Найта Шьямалана «Девушка из воды», принимал участие в озвучивании мультфильма «Гроза муравьёв» и исполнил роль инспектора Уля в драме «Иллюзионист». Он также сыграл в боевике «Пристрели их» и исполнил роль Санты-Клауса в комедии «Фред Клаус, брат Санты».
В 2008 году он получил свою первую премию «Эмми» в категории «Лучший актер в мини-сериале или телефильме» за главную роль в мини-сериале канала HBO «Джон Адамс». За эту роль он также получил «Золотой глобус» и премию Гильдии киноактёров США в категории «Лучшая мужская роль в телефильме или мини-сериале». В том же году он снялся в независимом фильме «Пташка», который рассказывает о создании реактивного ранца.
В 2008 году он был номинирован на 45 наград, 26 из которых выиграл, в том числе «Эмми» и «Золотой глобус» за «Джона Адамса». Все его номинации, за исключением одной, были за фильмы «Американское великолепие», «На обочине», «Нокдаун» и «Джон Адамс». Единственное исключение — это номинация на премию Blockbuster Entertainment за роль в «Доме большой мамочки».
Джаматти как-то заметил, что он часто играет евреев, но почти никогда не бывает на экране в роли италоамериканцев.
В 2009 году Джаматти исполнил роль Владимира Черткова в биографическом фильме «Последнее воскресение» о последнем годе жизни Льва Толстого.
В период с 2010 по 2020 год Джаматти был занят в таких проектах, как «Мартовские иды», «Рок на века», «12 лет рабства», «Спасти мистера Бэнкса», «Новый Человек-паук. Высокое напряжение», «Голос улиц» и «Разлом Сан-Андреас».
На 2021 год запланирован выход двух фильмов, снятых при участии актера: «Пороховой коктейль» и «Круиз по джунглям».

## Личная жизнь
Атеист. Живёт в Бруклине, Нью-Йорк, с 1997 года женат на Элизабет Коэн. Сын — Самуэль Пол (род. 2001).
В разводе с 2024 года.

## Фильмография
| Год       |     | Русское название                        | Оригинальное название               | Роль                                |
| --------- | --- | --------------------------------------- | ----------------------------------- | ----------------------------------- |
| 1991      | ф   | После полуночи                          | Past Midnight                       | Ларри Кэнайп                        |
| 1992      | ф   | Одиночки                                | Singles                             | целующий человек                    |
| 1995      | ф   | Великая Афродита                        | Mighty Aphrodite                    | учёный                              |
| 1995      | ф   | Сабрина                                 | Sabrina                             | Скотт                               |
| 1996      | ф   | Потрошитель                             | Ripper                              | доктор Бад Кэйбл / doctor Bud Cable |
| 1996      | ф   | Дышащая комната                         | Breathing Room                      | Джордж                              |
| 1997      | ф   | Донни Браско                            | Donnie Brasco                       | техник из ФБР                       |
| 1997      | ф   | Части тела                              | Private Parts                       | Кенни Раштон                        |
| 1997      | ф   | Свадьба лучшего друга                   | My Best Friend’s Wedding            | Ричард Беллман                      |
| 1997      | ф   | Разбирая Гарри                          | Deconstructing Harry                | Профессор Эббот                     |
| 1997      | ф   | Арест Джины                             | Arresting Gena                      | Детектив Уилсон                     |
| 1997      | ф   | Дальнейший жест                         | A Further Gesture                   | клерк                               |
| 1998      | ф   | Доктор Дулиттл                          | Dr. Dolittle                        | Блэйн                               |
| 1998      | ф   | Переговорщик                            | The Negotiator                      | Руди Тиммонс                        |
| 1998      | ф   | Спасти рядового Райана                  | Saving Private Ryan                 | Сержант Хилл                        |
| 1998      | ф   | Шоу Трумана                             | The Truman Show                     | Саймон, оператор «Шоу Трумана»      |
| 1998      | ф   | Медвежатники                            | Safe Men                            | Вил Чоп                             |
| 1999      | ф   | Колыбель будет качаться                 | Cradle Will Rock                    | Карло                               |
| 1999      | ф   | Человек на Луне                         | Man on the Moon                     | Боб Змуда / Тони Клифтон            |
| 2000      | ф   | Если бы стены могли говорить 2          | If these walls could talk 2         | Тед Хедли                           |
| 2000      | ф   | Дом большой мамочки                     | Big Momma’s House                   | Джон Максвелл                       |
| 2000      | ф   | Дуэты                                   | Duets                               | Туд Вудс                            |
| 2001      | ф   | Сказочник                               | Storytelling                        | Тоби Оксмен                         |
| 2001      | ф   | Планета обезьян                         | Planet of the Apes                  | Лимбо                               |
| 2002      | ф   | Большой толстый лжец                    | Big Fat Liar                        | Марти Вулф                          |
| 2002      | ф   | Гром в штанах                           | Thunderpants                        | Джонсон Дж. Джонсон                 |
| 2003      | ф   | Афера                                   | Confidence                          | Гордо                               |
| 2003      | ф   | Час расплаты                            | Paycheck                            | Коротышка                           |
| 2003      | ф   | Секреты Пентагона                       | The Pentagon Papers                 | Энтони Руссо                        |
| 2003      | ф   | Американское великолепие                | American Splendor                   | Харви Пикар                         |
| 2004      | ф   | На обочине                              | Sideways                            | Майлз Реймонд                       |
| 2005      | мф  | Роботы                                  | Robots                              | Тим                                 |
| 2005      | ф   | Нокдаун                                 | Cinderella Man                      | Джо Гулд                            |
| 2006      | ф   | Ястреб умирает                          | The Hawk Is Dying                   | Джордж Геттлинг                     |
| 2006      | ф   | Девушка из воды                         | Lady in the Water                   | Кливленд Хип                        |
| 2006      | мф  | Гроза муравьёв                          | The Ant Bully                       | Стэн Билс                           |
| 2006      | ф   | Иллюзионист                             | The Illusionist                     | Инспектор полиции Вальтер Уль       |
| 2007      | ф   | Пристрели их                            | Shoot 'Em Up                        | Герц                                |
| 2007      | ф   | Дневники няни                           | The Nanny Diaries                   | Мистер Х                            |
| 2007      | ф   | Фред Клаус, брат Санты                  | Fred Claus                          | Санта-Клаус                         |
| 2008      | ф   | Пташка                                  | Pretty Bird                         | Рик                                 |
| 2008      | мтф | Джон Адамс                              | John Adams                          | Джон Адамс                          |
| 2009      | ф   | Холодные души                           | Cold Souls                          | Пол                                 |
| 2009      | ф   | Ничего личного                          | Duplicity                           | Ричард Гарсик                       |
| 2009      | ф   | Захватывающий мир Эль Супербеасто       | The Haunted World of El Superbeasto | Доктор Сатана (озвучивание)         |
| 2009      | ф   | Последнее воскресение                   | The Last Station                    | Владимир Чертков                    |
| 2010      | ф   | По версии Барни                         | Barney’s Version                    | Барни Панофски                      |
| 2011      | ф   | Железный рыцарь                         | Ironclad                            | Иоанн Безземельный                  |
| 2011      | ф   | Мальчишник 2: Из Вегаса в Бангкок       | The Hangover: Part II               | Кингсли                             |
| 2011      | ф   | Побеждай!                               | Win Win                             | Майк Флаэрти                        |
| 2011      | ф   | Мартовские иды                          | The Ides of March                   | Том Даффи                           |
| 2011      | тф  | Крах неприемлем: спасая Уолл-стрит      | Too Big to Fail                     | Бен Бернанке                        |
| 2012      | ф   | Рок на века                             | Rock of Ages                        | Пол Гилл                            |
| 2012      | ф   | Космополис                              | Cosmopolis                          | Бенно Левин                         |
| 2012      | ф   | В финале Джон умрёт                     | John Dies at the End                | Арни Блондстоун                     |
| 2013      | ф   | Конгресс                                | The Congress                        | доктор Баркер                       |
| 2013      | ф   | 12 лет рабства                          | 12 Years a Slave                    | Теофилус Фриман                     |
| 2013      | ф   | Ромео и Джульетта                       | Romeo and Juliet                    | монах Лоренцо                       |
| 2013      | ф   | Парклэнд                                | Parkland                            | Абрахам Запрудер                    |
| 2013      | ф   | Спасти мистера Бэнкса                   | Saving Mr. Banks                    | Ральф                               |
| 2013      | мф  | Турбо                                   | Turbo                               | Чет (озвучивание)                   |
| 2013      | тф  | К сносит крышу                          | K Blows Top                         | Никита Хрущёв                       |
| 2014      | ф   | Новый Человек-паук. Высокое напряжение  | The Amazing Spider-Man 2            | Алексей Сицевич / Носорог           |
| 2014      | ф   | Госпожа Бовари                          | Madame Bovary                       | месье Оме                           |
| 2014      | ф   | Любовь и милосердие                     | Love & Mercy                        | доктор Юджин Лэнди                  |
| 2015      | ф   | Голос улиц                              | Straight Outta Compton              | Джерри Хеллер                       |
| 2015      | мф  | Маленький принц                         | Le Petit Prince                     | Учитель (голос)                     |
| 2015      | ф   | Разлом Сан-Андреас                      | San Andreas                         | Лоуренс Хейз                        |
| 2016—2023 | с   | Миллиарды                               | Billions                            | Чак Роадс                           |
| 2016      | ф   | Феномен                                 | The Phenom                          | доктор Мобли                        |
| 2016      | мф  | Рэтчет и Кланк: Галактические рейнджеры | Ratchet & Clank                     | Алонзо Дрек                         |
| 2016      | ф   | Морган                                  | Morgan                              | Алан Шапиро                         |
| 2018      | мф  | Белый клык                              | White Fang                          | красавчик Смит                      |
| 2018      | ф   | Шпионская игра                          | The Catcher Was a Spy               | Сэмюэл Гаудсмит                     |
| 2018      | ф   | Я думаю, теперь мы одни                 | I Think We're Alone Now             | Патрик                              |
| 2018      | ф   | Частная жизнь                           | Private Life                        | Ричард Граймс                       |
| 2021      | ф   | Пороховой коктейль                      | Gunpowder Milkshake                 | Натан                               |
| 2021      | ф   | Круиз по джунглям                       | Jungle Cruise                       | Нило                                |
| 2021      | ф   | Полный рот воздуха                      | A Mouthful of Air                   | доктор Сильвестр                    |
| 2023      | ф   | Оставленные                             | The Holdovers                       | Пол Ханэм                           |
| 2011—2025 | с   | Черное зеркало                          | Black Mirror                        | Кенни                               |

## Награды и номинации
| Премия                              | Год  | Фильм                                | Категория                                                     | Результат |
| ----------------------------------- | ---- | ------------------------------------ | ------------------------------------------------------------- | --------- |
| «Оскар»                             | 2006 | «Нокдаун»                            | Лучшая мужская роль второго плана                             | Номинация |
| «Оскар»                             | 2024 | «Оставленные»                        | Лучшая мужская роль                                           | Номинация |
| «Золотой глобус»                    | 2005 | «На обочине»                         | Лучшая мужская роль — комедия или мюзикл                      | Номинация |
| «Золотой глобус»                    | 2006 | «Нокдаун»                            | Лучшая мужская роль второго плана                             | Номинация |
| «Золотой глобус»                    | 2009 | «Джон Адамс»                         | Лучшая мужская роль — мини-сериал или телефильм               | Победа    |
| «Золотой глобус»                    | 2011 | «По версии Барни»                    | Лучшая мужская роль — комедия или мюзикл                      | Победа    |
| «Золотой глобус»                    | 2012 | «Крах неприемлем: спасая Уолл-стрит» | Лучшая мужская роль второго плана — мини-сериал или телефильм | Номинация |
| «Золотой глобус»                    | 2024 | «Оставленные»                        | Лучшая мужская роль — комедия или мюзикл                      | Победа    |
| «Эмми»                              | 2008 | «Джон Адамс»                         | Лучшая мужская роль в мини-сериале или фильме                 | Победа    |
| «Эмми»                              | 2011 | «Крах неприемлем: спасая Уолл-стрит» | Лучшая мужская роль второго плана в мини-сериале или фильме   | Номинация |
| «Эмми»                              | 2014 | «Аббатство Даунтон»                  | Лучший приглашённый актёр в драматическом телесериале         | Номинация |
| «Эмми»                              | 2015 | «Внутри Эми Шумер»                   | Лучший приглашённый актёр в комедийном телесериале            | Номинация |
| «Выбор критиков»                    | 2005 | «На обочине»                         | Лучшая мужская роль                                           | Номинация |
| «Выбор критиков»                    | 2005 | «На обочине»                         | Лучший актёрский состав                                       | Победа    |
| «Выбор критиков»                    | 2006 | «Нокдаун»                            | Лучшая мужская роль второго плана                             | Победа    |
| «Выбор критиков»                    | 2012 | «Мартовские иды»                     | Лучший актёрский состав                                       | Номинация |
| «Выбор критиков»                    | 2014 | «12 лет рабства»                     | Лучший актёрский состав                                       | Номинация |
| «Выбор критиков»                    | 2016 | «Голос улиц»                         | Лучший актёрский состав                                       | Номинация |
| «Выбор критиков»                    | 2018 | «Миллиарды»                          | Лучшая мужская роль в драматическом телесериале               | Номинация |
| «Выбор критиков»                    | 2020 | «Миллиарды»                          | Лучшая мужская роль в драматическом телесериале               | Номинация |
| «Независимый дух»                   | 2004 | «Американское великолепие»           | Лучшая мужская роль                                           | Номинация |
| «Независимый дух»                   | 2005 | «На обочине»                         | Лучшая мужская роль                                           | Победа    |
| «Спутник»                           | 2004 | «Американское великолепие»           | Лучшая мужская роль — комедия или мюзикл                      | Номинация |
| «Спутник»                           | 2005 | «На обочине»                         | Лучшая мужская роль — комедия или мюзикл                      | Номинация |
| «Спутник»                           | 2005 | «На обочине»                         | Лучший актёрский состав                                       | Победа    |
| «Спутник»                           | 2008 | «Джон Адамс»                         | Лучшая мужская роль — мини-сериал или телефильм               | Победа    |
| Национальный совет кинокритиков США | 2003 | «Американское великолепие»           | Мужской прорыв года                                           | Победа    |
| Премия Гильдии киноактёров США      | 2005 | «На обочине»                         | Лучшая мужская роль                                           | Номинация |
| Премия Гильдии киноактёров США      | 2005 | «На обочине»                         | Лучший актёрский состав                                       | Победа    |
| Премия Гильдии киноактёров США      | 2006 | «Нокдаун»                            | Лучшая мужская роль второго плана                             | Победа    |
| Премия Гильдии киноактёров США      | 2009 | «Джон Адамс»                         | Лучшая мужская роль в телефильме или мини-сериале             | Победа    |
| Премия Гильдии киноактёров США      | 2012 | «Крах неприемлем: спасая Уолл-стрит» | Лучшая мужская роль в телефильме или мини-сериале             | Победа    |
| Премия Гильдии киноактёров США      | 2014 | «12 лет рабства»                     | Лучший актёрский состав                                       | Номинация |
| Премия Гильдии киноактёров США      | 2016 | «Голос улиц»                         | Лучший актёрский состав                                       | Номинация |